# Супрасаљски зборник
Супрасаљски зборник (или Ретков зборник) је ћирилички споменик из 11. века настао у Бугарској и то је најопширнији посојећи рукопис из старословенског канона. Састоји се од 285 листова на којима су исписана житија светаца, проповеди и молитве. Пронађен је 1823. у манастиру Супрасиљу у североисточној Пољској. Листови се данас чувају у Љубљани, Варшави и Санкт Петербургу.

Од 20. септембра 2007. припада Унесковом програму Памћење света. 